# النقار (حزم العدين)

تعديل مصدري - تعديل

النقار محلة تابعة لقرية شعبة، التابعة لعزلة يريس بمديرية حزم العدين إحدى مديريات محافظة إب في الجمهورية اليمنية، بلغ تعداد سكانها 85 حسب تعداد اليمن لعام 2004.